# Religion finnoise antique
 (janvier 2009).
Si vous disposez d'ouvrages ou d'articles de référence ou si vous connaissez des sites web de qualité traitant du thème abordé ici, merci de compléter l'article en donnant les références utiles à sa vérifiabilité et en les liant à la section « Notes et références ».

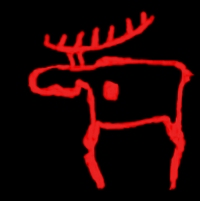
L'élan est une figure courante de nombreux pétroglyphes finnois.

La religion finnoise antique (en finnois : suomalainen pakanuus, paganisme finnois) constitue l'ensemble des croyances religieuses antiques de Finlande et de Carélie avant leur christianisation.
La religion des anciens finnois est très similaire aux religions environnantes, comme les religions germaniques, norroises et baltiques. Il y a cependant des différences, liées aux cultures fino-ougriennes et balto-finnoises de la région. Elle s'est construite par rajouts au cours du temps, et inclut des aspects de l'âge de pierre européen aussi bien que des croyances Proto-Indo-Européennes plus tardives.
Par la suite, religion et tradition ont présenté une forme combinée de christianisme et de rites dit païens : la trinité chrétienne et les divinités finnoises recevaient un culte. Ces religions ne traitaient pas uniquement du surnaturel, mais s'attachaient également aux sujets quotidiens : elles ne constituaient pas une part distincte de la vie courante.

## Divinités et esprits

Amulettes, symbolisant le dieu du tonnerre. De haut en bas, de type finnois, suédois et baltique.

Plusieurs entités surnaturelles faisaient partie de la mythologie finnoise. Chaque dieu avait son culte propre, basé sur un contexte chronologique et spatial. La religion finnoise était animiste et polythéiste.
Ukko Ylijumala, la divinité principale (Jumala), était connu à peu près partout en Finlande. Il existe d'ailleurs une figure analogue dans les mythologies scandinaves, sami et baltes. Une autre entité majeure est Jumi.
Väinämöinen et Ilmarinen, considérés comme des héros mythiques, ont également reçu des cultes. Ilmarinen est probablement lié à la divinité Inmar.
D'autres divinités incarnaient des esprits de la nature, qui contrôlaient divers aspects de l'environnement et des éléments. Les plus importants d'entre eux étaient également appelés « rois ». Le roi de l'eau était souvent appelé Ahti, et celui du bois Tapio. S'ajoutaient une myriade d'autres entités de l'eau et de la forêt. Des chasses amenant beaucoup de gibier, un temps plus agréable, une pêche miraculeuse étaient le genre de requêtes faites à ces esprits au travers de sacrifices. Les emuus, mères ancestrales de nombreuses espèces, aidaient à la chasse.

### Divinités tutélaires
Les communautés telles que les villages ou des comtés avaient leurs propres tutélaires, appelés haltija, qui recevaient un culte associé aux lieux, aux pierres ou aux arbres sacrés. Chacun dans la communauté avait un rôle dans les rituels.
Les haltija étaient des créatures spirituelles, capables de prendre plusieurs formes, entre autres humaines et animales. Les haltija pouvaient être masculins ou féminins.
Les familles, bâtiments, propriétés et champs avaient leur propre haltija. Leur rôle est de protéger, de garantir la fortune et la fertilité. Les tutélaires de la propriété (maan haltija ou tonttu) étaient les protecteurs d'une certaine maison, de sa cour, ses plantations et ses animaux domestiques. Certaines propriétés avaient une tutélaire qui s'occupait des vaches, d'autres avaient un tutélaire qui s'occupait des chevaux - enfin, certaines avaient un couple de haltija.
Les haltija de la maison demandaient des sacrifices et des offrandes, comme de la nourriture ou des bijoux argentés. Des haltija insatisfaits pouvaient provoquer des dégâts. Le lieu des offrandes était généralement un arbre ou une pierre sacrée, près de la maison.
Normalement, on ne pouvait apercevoir un maan haltija que très occasionnellement. C'était généralement le signe d'un accident imminent. Si le haltija portait des vêtements déchirés ou s'il apparaissait en colère, cela signifiait qu'il avait été offensé et qu'il provoquerait un évènement malheureux. Dans ce cas, il était coutume de faire immédiatement des offrances ou des sacrifices dans un lieu saint pour atténuer sa colère. Si en revanche le haltija portait de beaux habits et semblait heureux, alors il prévenait uniquement d'un accident à venir.
Il arrivait que certains haltija d'une famille agissent à l'encontre d'autres familles - typiquement des voisins. Les haltija pouvaient voler une ferme voisine, ou rendre ses animaux ou sa terre stériles. On pensait qu'ils pouvaient même déplacer les pierres qui marquaient la fin d'une propriété pour agrandir la leur. Lors de combat entre haltija, on pouvait entendre le bruit, la terre trembler et l'eau des bols s'agiter.
On pensait que de nombreux haltija locaux étaient à l'origine des esprits des ancêtres. Dans certains cas, un haltija était le premier occupant de la maison. Parfois, lors de la construction d'une maison, un esprit de la nature pouvait être invoqué pour prendre le rôle de maan haltija.

### Haltijas personnels
Chaque individu avait en général son propre haltija, dans de rares cas certains en avaient plusieurs. Les haltijas accompagnent un humain une fois que ce dernier a reçu un nom ou sa première dent. Avant cela, un enfant était considéré très vulnérable aux menaces surnaturelles. Dans le pire des cas, un bébé était transformé en changeling par un esprit mauvais, Maahinen.
Les haltijas personnels étaient appelés luonto (littéralement : « nature »). Les personnes qui avaient des luonto plus forts étaient plus douées dans les domaines naturels et surnaturels : le succès d'une personne dépendait principalement de la force de son luonto. Les luonto étaient considérés comme faisant partie de l'âme humaine.

### Animisme et concept de väki
La religion finnoise était largement animiste. 
À côté des grands esprits et dieux, il existant de nombreuses divinités inférieures. Différents éléments et environnements possédaient leur propre haltija. On regroupait ces haltijas en types, appelés « väki ». Par exemple, le väki de l'eau (veden väki) vivait dans l'eau, le väki de la forêt (metsän väki) vivait dans la forêt, et le väki de la mort (kalman väki) habitait les tombes. On considérait les väki comme l'expression spirituelle de la nature physique. Dans cette tradition, le monde était presque entièrement animiste, car aucune force de la nature ou vie intelligente n'existait sans väki ou haltija pour l'animer. Même l'âme humaine était constituée de plusieurs esprits.
Les éléments comme l'eau, la terre et la forêt étaient considérés emplies de leur väki, de sorte qu'il y avait des esprits partout. Les väki gardaient ces lieux, et s'accrochent aux personnes qui y pénètrent, provoquant parfois des maladies. Les väki pouvaient s'énerver si des personnes manquaient de respect envers leur zone de prédilection. En colère, les väki pouvaient provoquer des maladies ou des catastrophes naturelles. Certains étaient toujours en colère, comme le väki du feu, qui blesse quiconque le touche, qu'on le fasse avec respect ou non.
La religion finnoise considérait qu'il existait un ordre cosmique. Certains väki appartenaient à un élément, et s'ils étaient déplacés, cela provoquait des problèmes - c'est le cas lorsqu'ils s'attachent à un humain par exemple. Les maladies pouvaient être soignées en renvoyant les väki à la place qui leur revient. Les chamans devaient ainsi guérir les hommes en rééquilibrant la balance cosmique.

### Animaux sacrés
L'ours était un animal particulièrement considéré. On disait qu'il venait du ciel, et lui prêtait la capacité de se réincarner. Une fête, appelée karhunpeijaiset (« célébration de l'ours ») était tenue afin d'honorer l'animal, qui était sacrifié pour un repas. Le sens de cette cérémonie était de convaincre l'âme de l'ours qu'il était très respecté par les hommes. Ils tentaient de satisfaire cette âme, afin que l'ours se réincarne dans la forêt, de sorte qu'ils puissent continuer à les chasser. On mangeait la viande de l'ours, ses os étaient enterrés, sauf le crâne - considéré comme abritant l'âme - qui était placé en haut d'un pin. Cet arbre, appelé kallohonka, était probablement un symbole pour l'arbre du monde, et le placement en hauteur symbolisait que l'on rendait l'âme au ciel, d'où elle venait. Du ciel, l'ours pourrait ainsi revenir et se réincarner.
À partir des pétroglyphes, on sait également que l'élan était un animal très important. Il apparait plus souvent que l'ours - bien qu'on suppose que l'ours était tellement sacré que ses représentations étaient interdites. En effet, même son nom était parfois tabou, si bien que s'est développé un répertoire d'euphémismes y faisant référence. Le mot actuel en finnois pour dire « ours » est karhu, qui signifie « fourrure dure » : c'est l'une de ces manières détournées. On suppose que le mot « original » pour nommer l'ours était otso, que l'on retrouve plus ou moins dans la plupart des langues finno-ougriennes.
En Carélie, on croyait qu'un oiseau apportait l'âme du nouveau-né, et que ce même oiseau reprenait celle du mourant. Cet oiseau était appelé sielulintu, « oiseau de l'âme ». Dans certaines traditions, on portait un bijou à son effigie, afin d'être protégé par lui pendant le sommeil. Le bijou était accroché sur la croix de la tombe de son possesseur s'il venait à mourir.

## Chamanisme

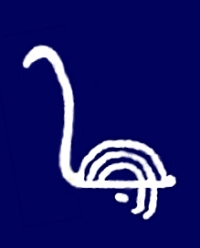
Cygne et son œuf, d'après un pétroglyphe de Carélie.

Les couches les plus profondes des croyances religieuses finnoises sont probablement chamaniques. Un chaman est une personne sage et respectée, supposée avoir une relation particulière avec le monde des esprits.
Ils avaient la capacité d'entrer en transe, pour communier avec les esprits et les ancêtres, voire de visiter le royaume des morts : Tuonela. En transe, ils pouvaient demander aux ancêtres ou aux esprits des informations - la tradition voulait en effet que la nature ait réponse à toutes les questions.
D'après les mythes, des marins étrangers auraient acheté aux finnois des cordes nouées. En ouvrant un peu le nœud, un marin pouvait lever le vent pour accélérer son navire. L'ouvrir trop, cependant, engendrerait une tempête. les magiciens finnois étaient reconnus et craints chez les peuples de la Mer Baltique.
Certaines peuplades nordiques considéraient même les finnois comme magiciens, avec plus ou moins de dons. Dans les sagas, ils avaient toujours un rapport avec le surnaturel.

## Constitution de l'âme
Dans la religion finnoise, l'âme humaine était constituée de plusieurs parties, qui chacune était un esprit relativement autonome.
La « personnalité » (itse) d'un individu était l'un des êtres constituant l'âme humaine. C'est le concept le plus proche de l'âme au sens chrétien. On le considérait pourtant parfois comme une personnalité parallèle l'individu, on parle d’etiäinen, équivalent d'un doppelgänger.
L'âme pouvait librement quitter le corps sans provoquer la mort de l'individu, même si l'épilepsie, l'inconscience et la paralysie étiant considérés des conséquences courantes. L'âme peut également revenir - et soigner les éventuelles affections - ou bien quitter le corps définitivement, laissant l'individu dans une situation critique. Si l'âme était perdue, un chaman pouvait la localiser dans le monde des esprits et la rapporter. On pouvait également forcer l'âme à quitter le corps, dans le cadre par exemple du chamanisme.
Henki (la « vie », le « souffle » ou l' « esprit ») était la source de vie d'un être humain. C'est par lui que le corps fonctionnait, respirait, se chauffait - sans lui, l'individu décédait : on pouvait vivre sans âme, mais pas sans henki.

## Croyances mortuaires

### Tuonela

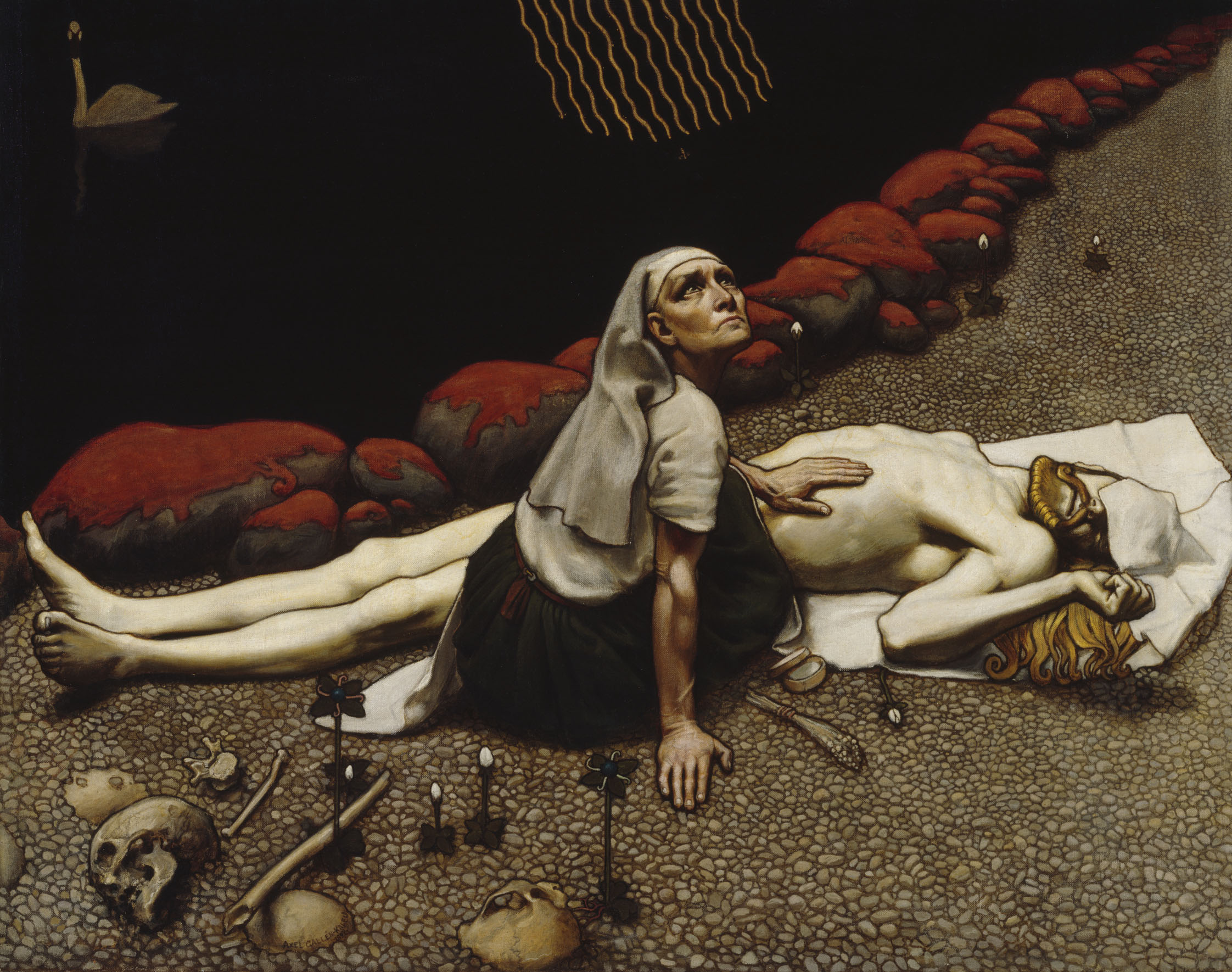
Scène du Kalevala, poème épique finnois. Le guerrier Lemminkainen a été tué, son corps déchiqueté et jeté dans la rivière qui mène à Tuonela. Sa mère, ayant retrouvé et assemblé les morceaux, attend une abeille apportant le miel du palais d'Ukko Ylijumala, onguent miraculeux qui rendrait la vie à son fils.

Dans la mythologie finnoise, le pays des morts était appelé Tuonela (ou Manala). Dans la plupart des traditions, Tuonela était un royaume souterrain, ou situé sous un lac - parfois situé de l'autre côté d'un fleuve sombre. Tuonela était un endroit sombre et sans vie, où les morts demeuraient dans un sommeil éternel.
Les chamans étaient considérés capables d'atteindre l'esprit des morts en se rendant à Tuonela par la transe, en trompant par exemple le passeur qui faisait traverser le fleuve - et en prenant garde à ne pas se faire prendre.

### Rites funéraires
Dans certaines tradition, il était coutume de s'arrêter à mi-chemin de la tombe d'un homme, pour faire une marque, karsikko, sur un grand pin. Cette marque était censée rappeler la personne aux vivants. Selon d'autres traditions, elle servait dans le cas où le fantôme de la personne revenait, qui, en voyant la marque du karsikko, se rendrait compte de sa mort et renoncerait à revenir. 
Après la mort d'une personne, il y avait une période de 30 à 40 jours durant laquelle son esprit recherchait Tuonela. Alors, cet esprit pouvait rencontrer sa famille, sous la forme d'un fantôme ou d'un animal. Une telle visite se produisait généralement lorsque l'esprit était mécontent. Une façon de le contenter était de lui offrir un sacrifice et de ne pas parler de lui.
Cette période passée, l'esprit s'installait définitivement à Tuonela. Cependant, il pouvait être temporairement rappelé dans certaines conditions. Certains esprits ne pouvaient s'installer à Tuonela, et hantaient les vivants, typiquement des enfants illégitimes enterrés en dehors d'un cimetière. 
En Carélie, on priait les morts aussi bien que les saints chrétiens.